# Huis te Kinderdijk
Het Huis te Kinderdijk is een herenhuis (sinds 7 mei 1968 rijksmonument id: 7098) gelegen langs de Noord tussen het Lammetjeswiel
en Rijzenwiel in Kinderdijk, het stamt uit het begin van de 19e eeuw.

## Beschrijving
De architect is onbekend, het huis was waarschijnlijk oorspronkelijk een boerderij gebouwd rond 1600.
Het huis is gemetseld uit rode waalformaat steen in kruisverband met boven de raamkozijnen een anderhalfsteens rollaag. Het metselwerk is aan de bovenzijde afgesloten door een lijstgevel met hardstenen plint, op de lijst is het opschrift Huis te Kinderdijk in cursief schrift aangebracht. De voorgevel heeft vijf vensterassen, op de begane grond is de entree met hardstenen stoep. De middentravee is versierd zowel het bovenste raam als de deurpartij op de hoeken zijn penanten gemetseld. 
Het deurkozijn heeft een kalf en een goot die wordt ondersteund door met bloemmotieven versierde gesneden consoles. Het deurkozijn heeft hardstenen neuten en evenals de raamkozijnen een hardstenen dorpel. Het raam op de bovenverdieping is aan beide zijden versierd met ornamenten in Lodewijk XV-stijl, onder het raam 
is een met bladeren versierde guirlande aangebracht. In de guirlande is een boek, een ganzenveer en een rol afgebeeld die verwijzen naar het verhaal van het wiegje dat op deze plaats in 1421 tijdens de Sint-Elisabethsvloed zou zijn aangespoeld. In het wiegje lag een baby die  werd gespaard dankzij een kat die door heen en weer te springen het wiegje behoedde voor overslaande golven, het kindje kreeg de naam Beatrix. Boven het raam is van deze gebeurtenis een afbeelding aangebracht.
De schuiframen zijn voorzien van kruisroeden met op de begane grond raamluiken (de luiken op de bovenverdieping zijn midden 20e eeuw verwijderd). Het gebouw is voorzien van een tentdak gedekt met leien met twee schoorstenen op de kruisingen en op de aan de achterzijde gelegen uitbouw gedeeltelijk een plat dak met aansluitend een schuine kap. Aan de voorzijde zijn twee dakkapellen voorzien van sierlijke omlijsting en een fronton. Aan de oostzijde is een serre aangebouwd en langs de muur aan de westzijde is een buitenpandige schoorsteen gemetseld.

## Park
Het park bestaat uit een gazons met lanen en ongeveer 100 bomen waaronder 
esdoorns, linden, kastanjes en beuken, meerdere bomen zijn monumentaal. In het midden is een slingerende vijver die het geheel het aanzien geeft van een landschapstuin in Engelse stijl. Aan de westelijk achterzijde van het huis is een druivenmuur die echter (2022) in slechte staat is.

## Afbeeldingen

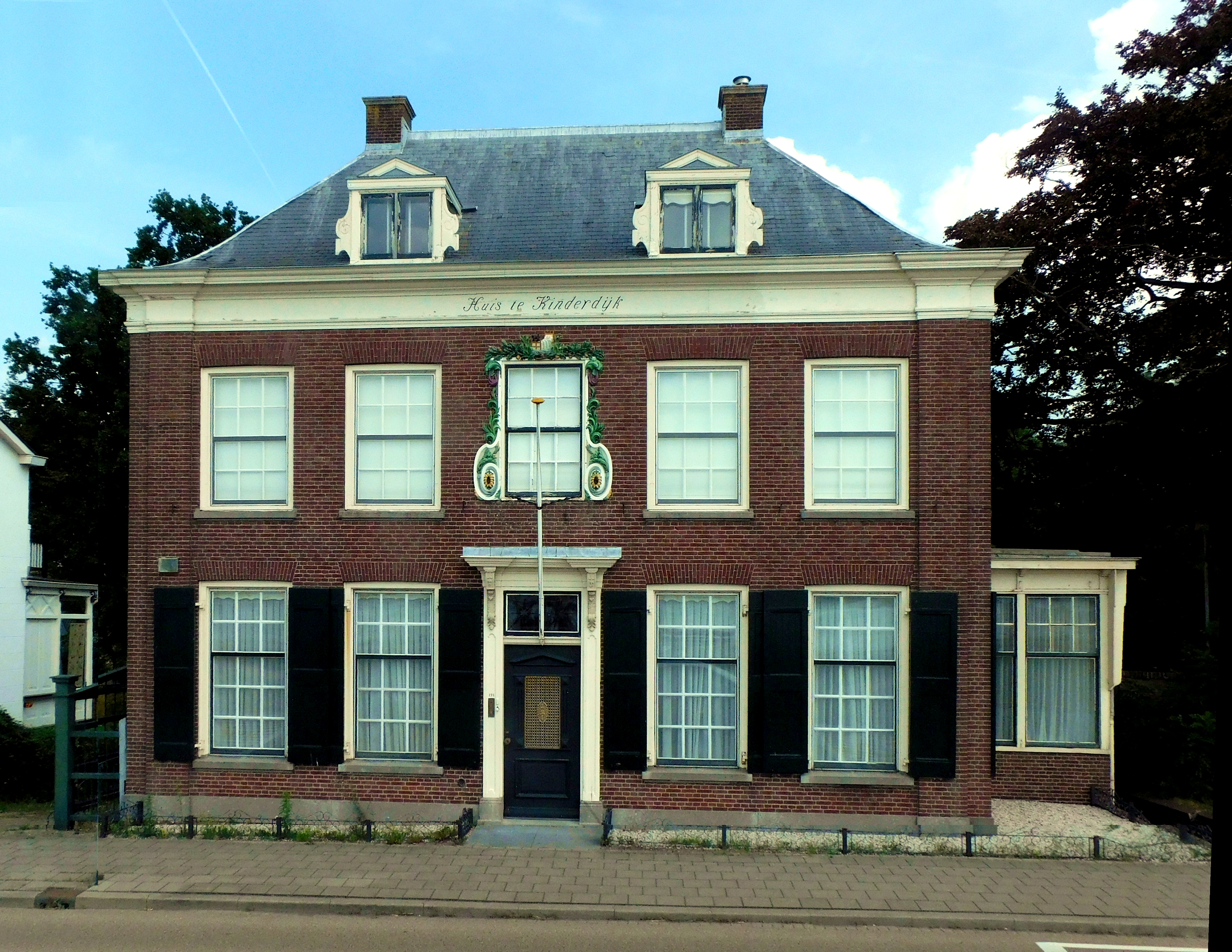
Voorgevel 2022, guirlande is in restauratie
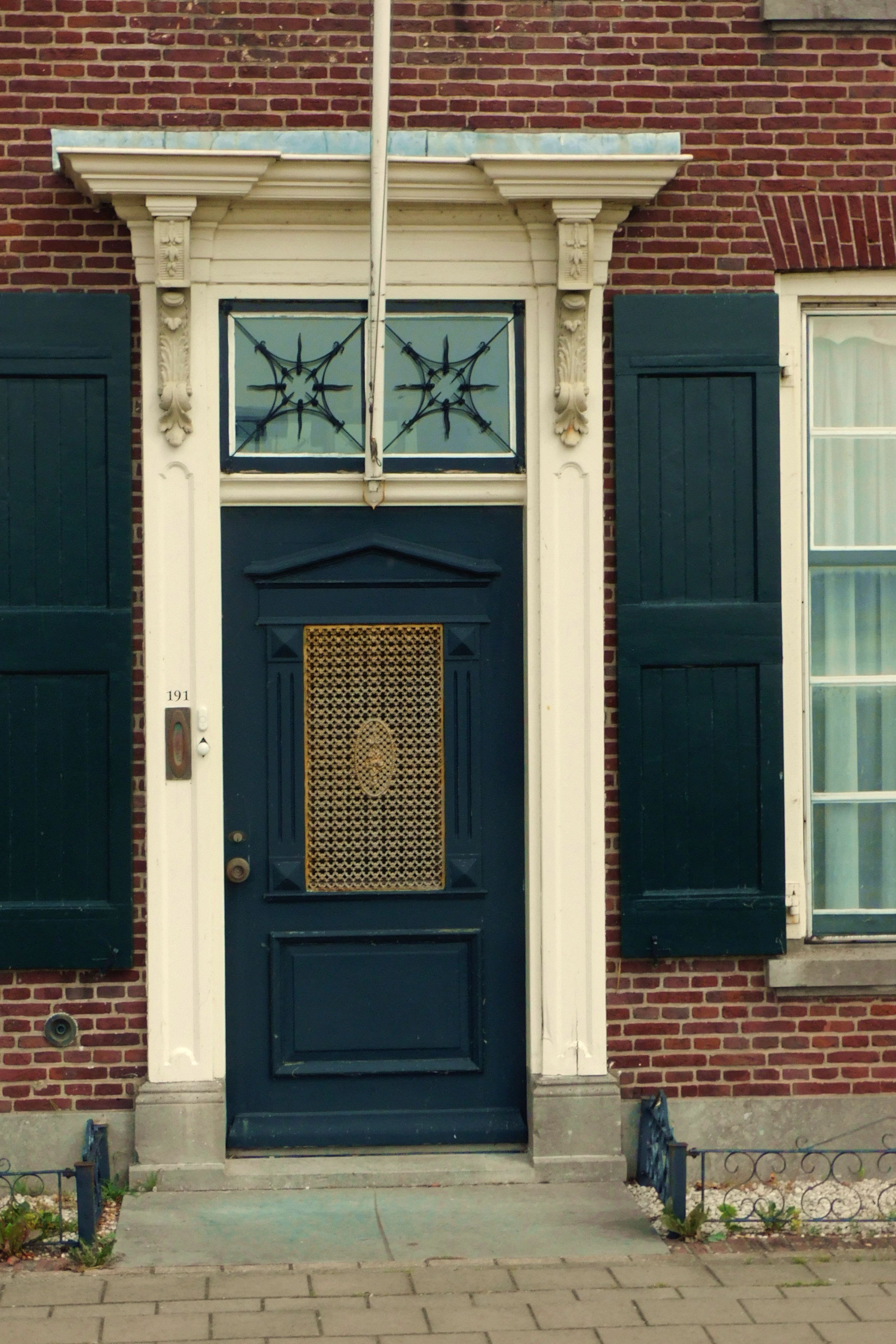
entree
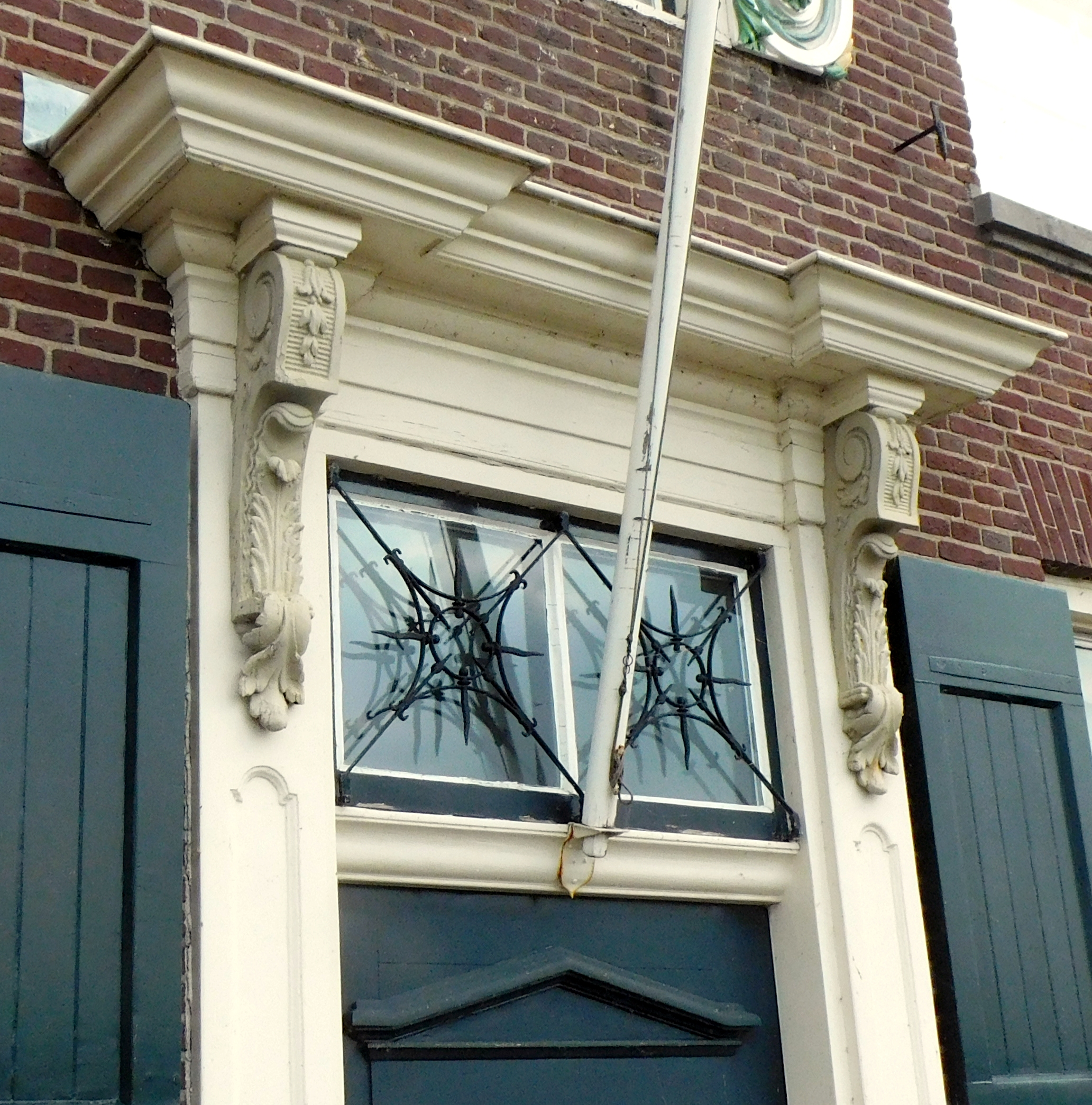
detail deurkozijn
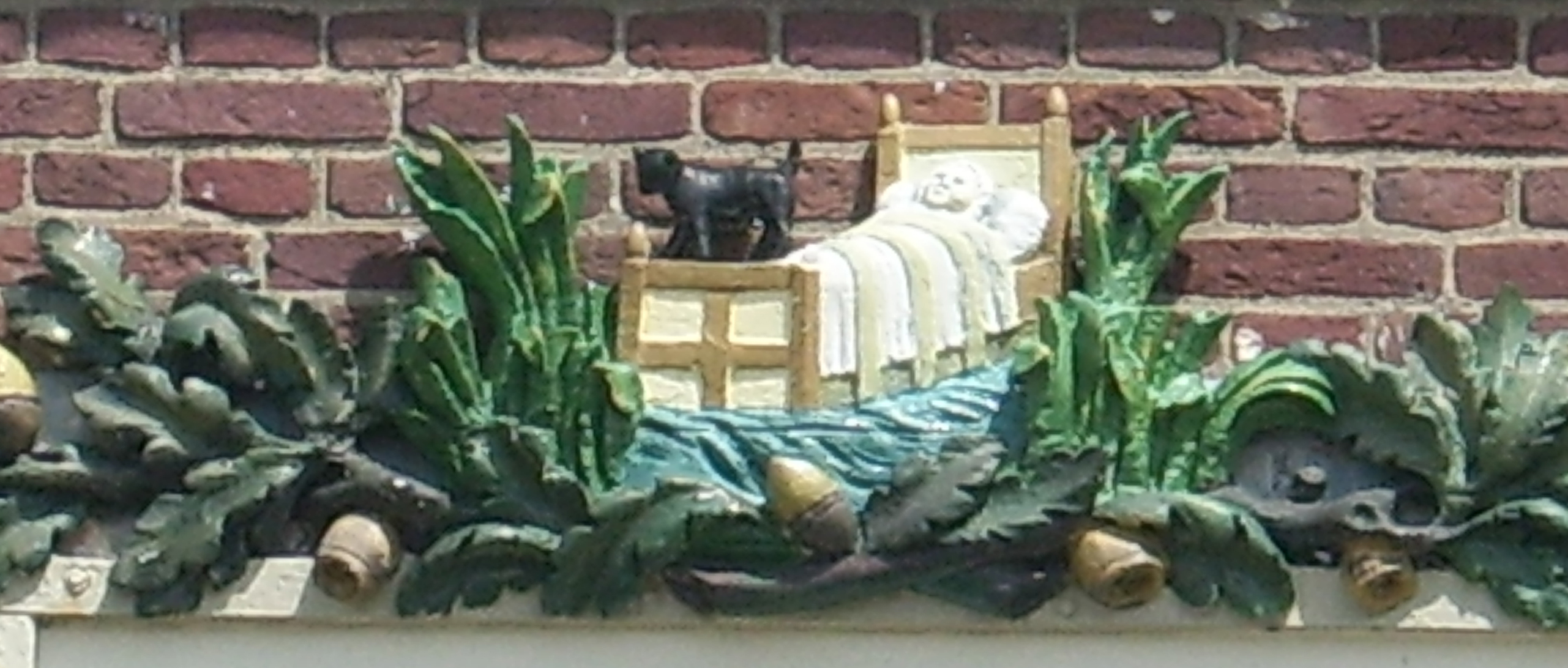
wiegje met kind en kat
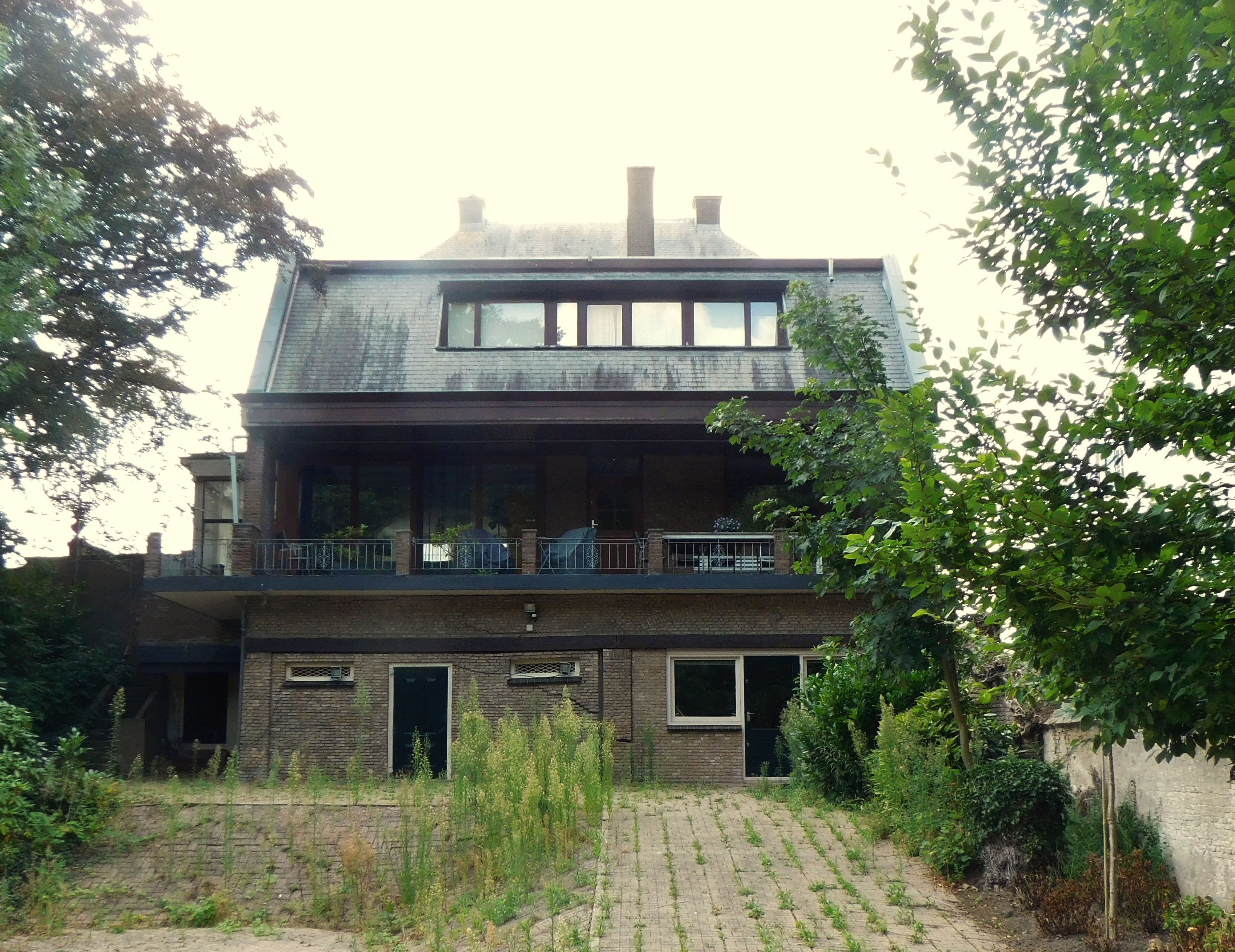
achterzijde
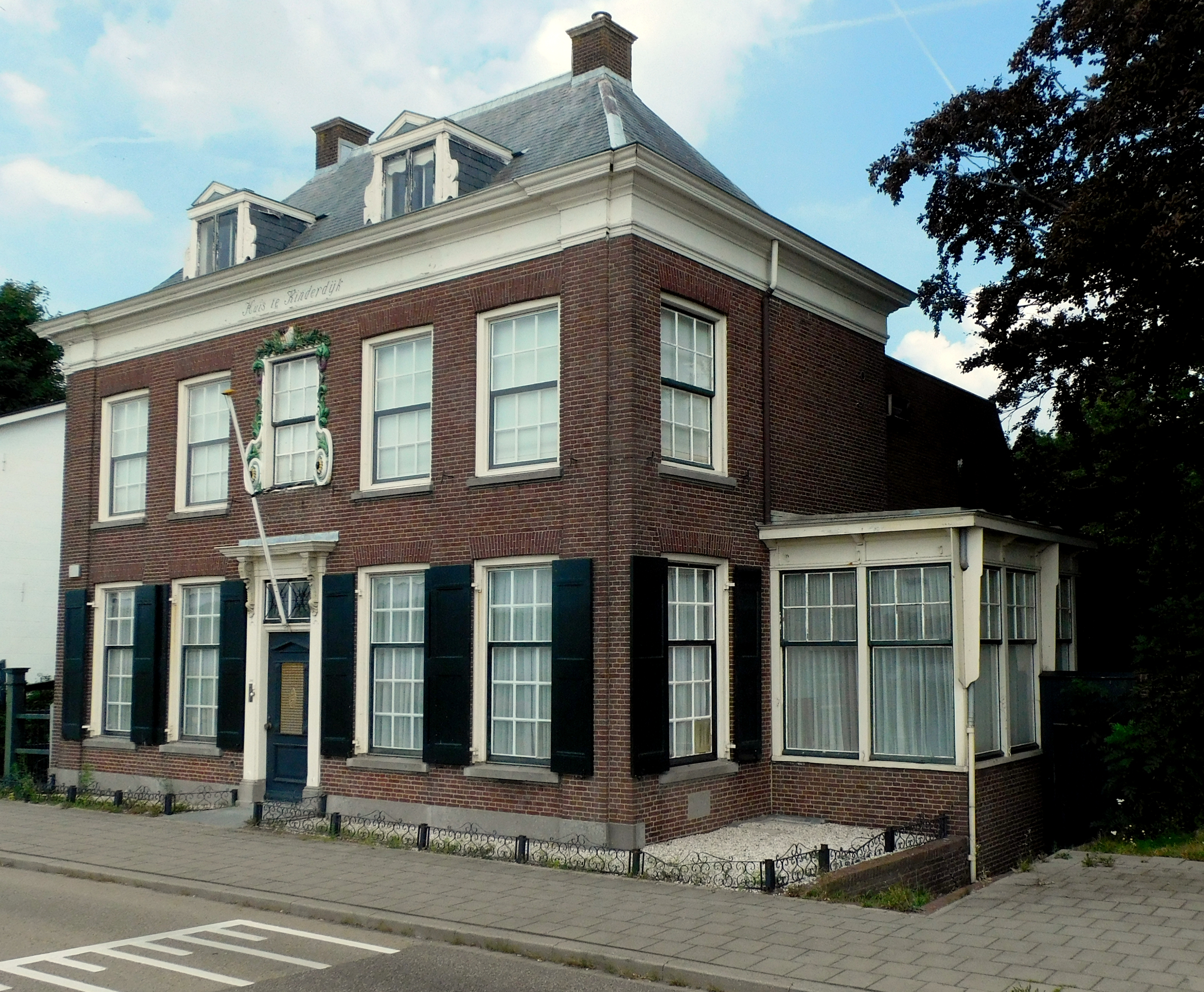
oostgevel
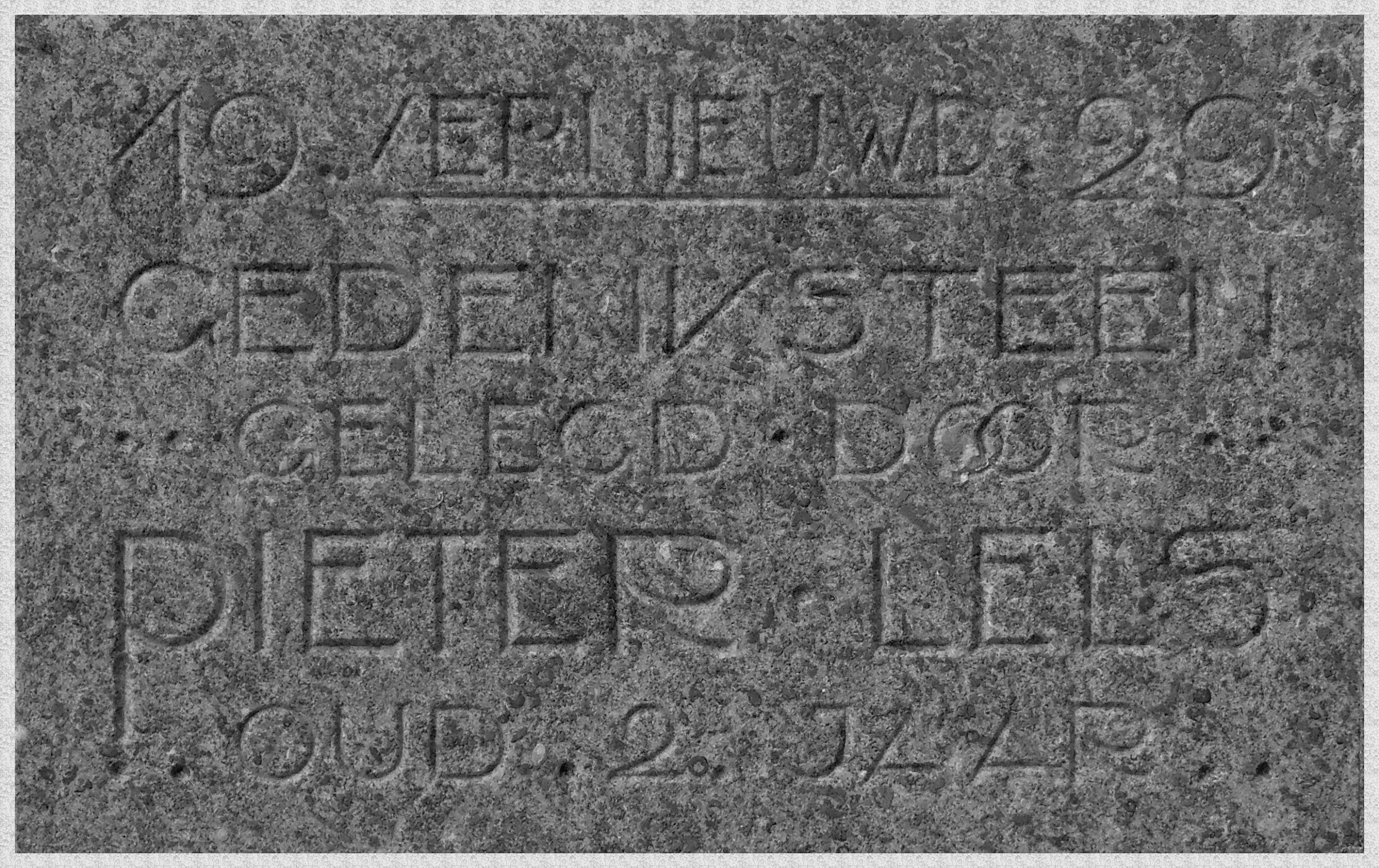
gedenksteen renovatie 1929
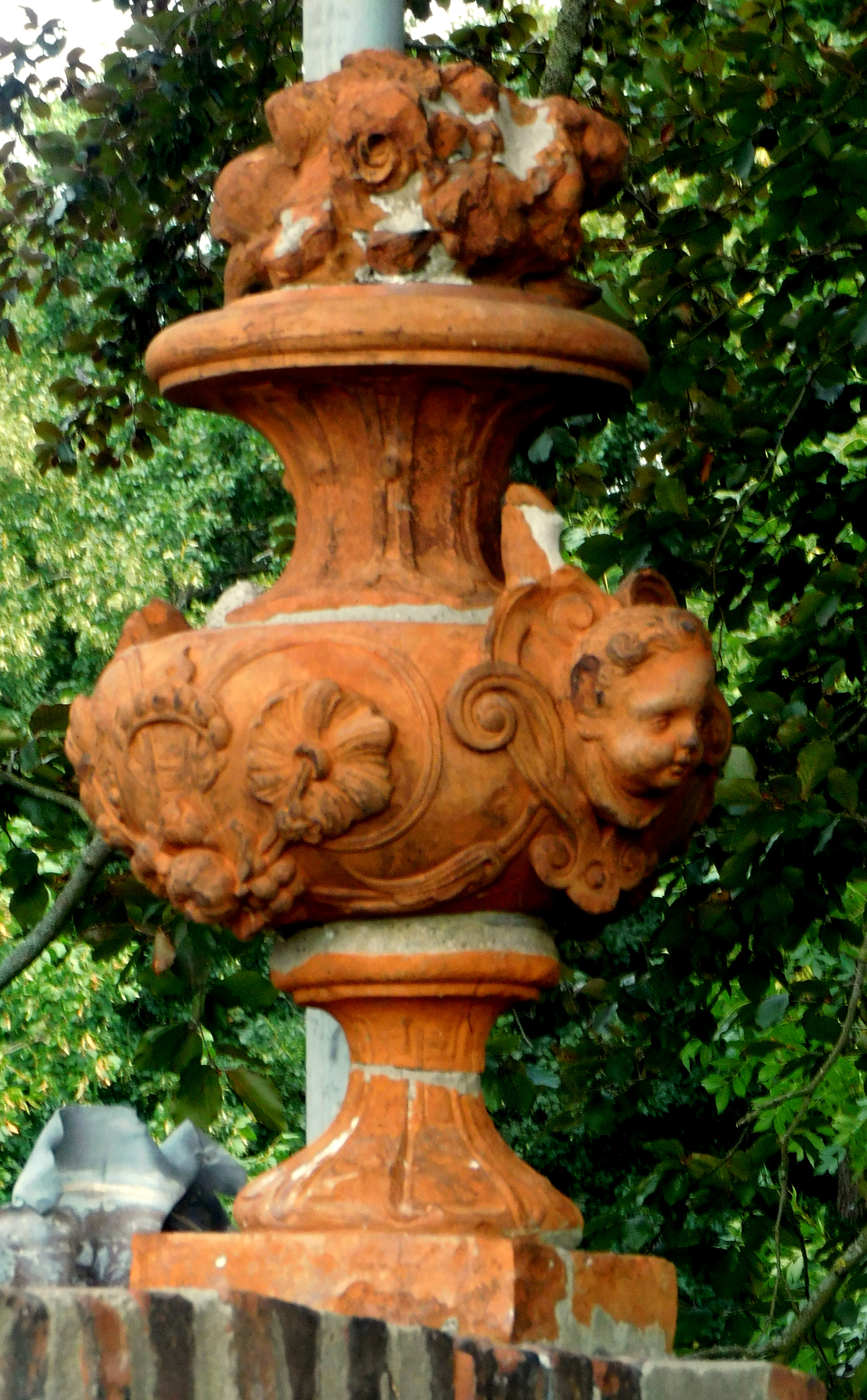
muurornament
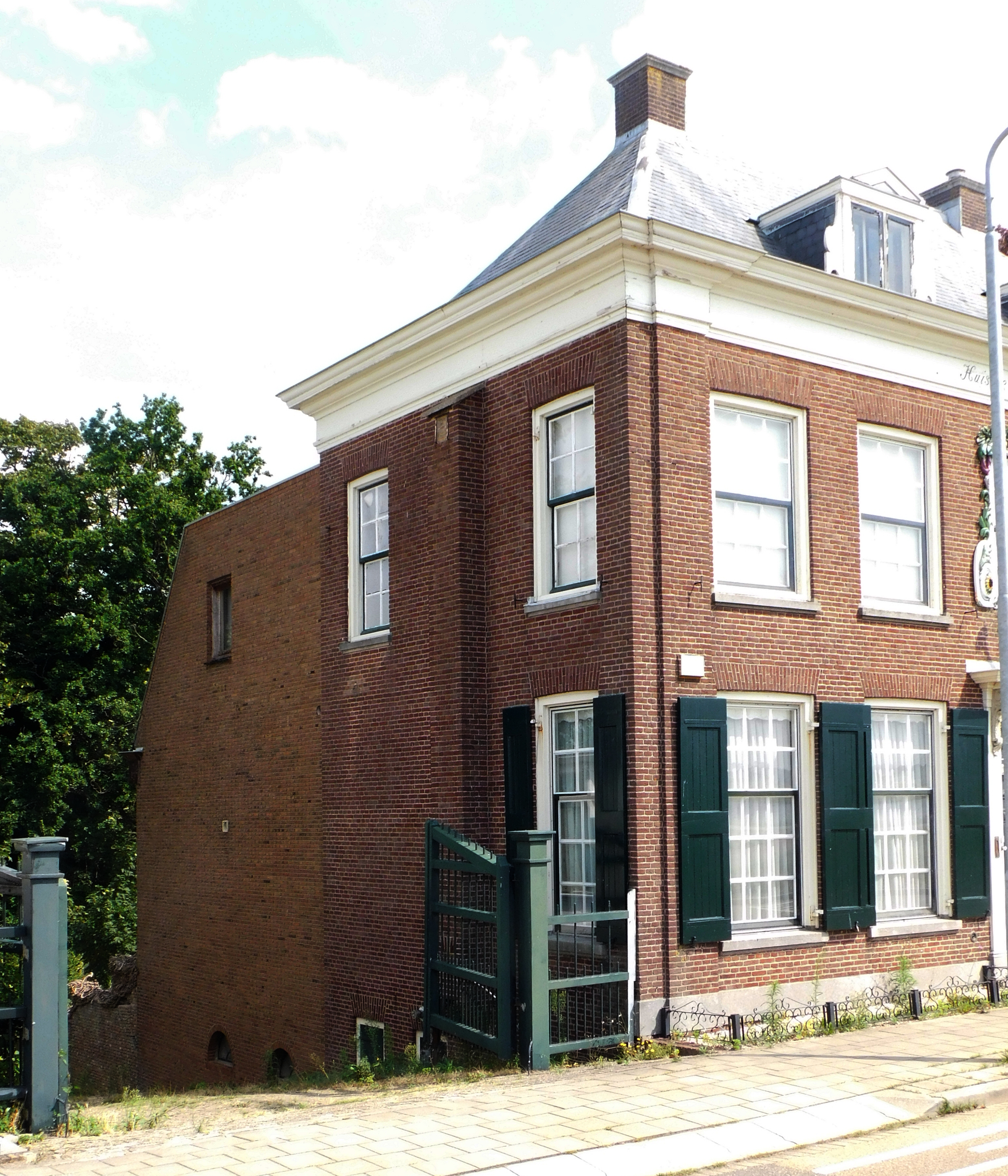
westgevel
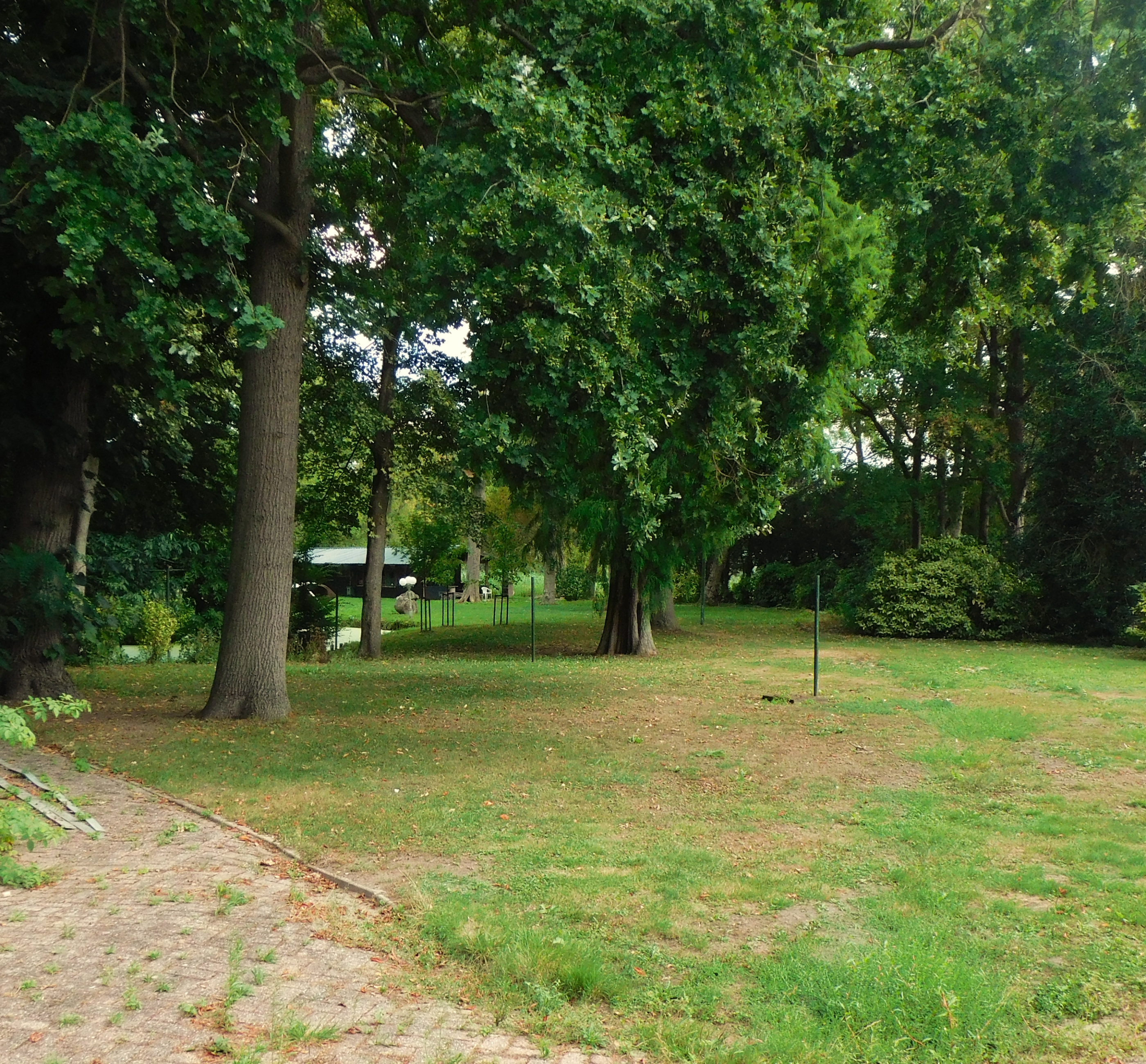
park vanaf het huis
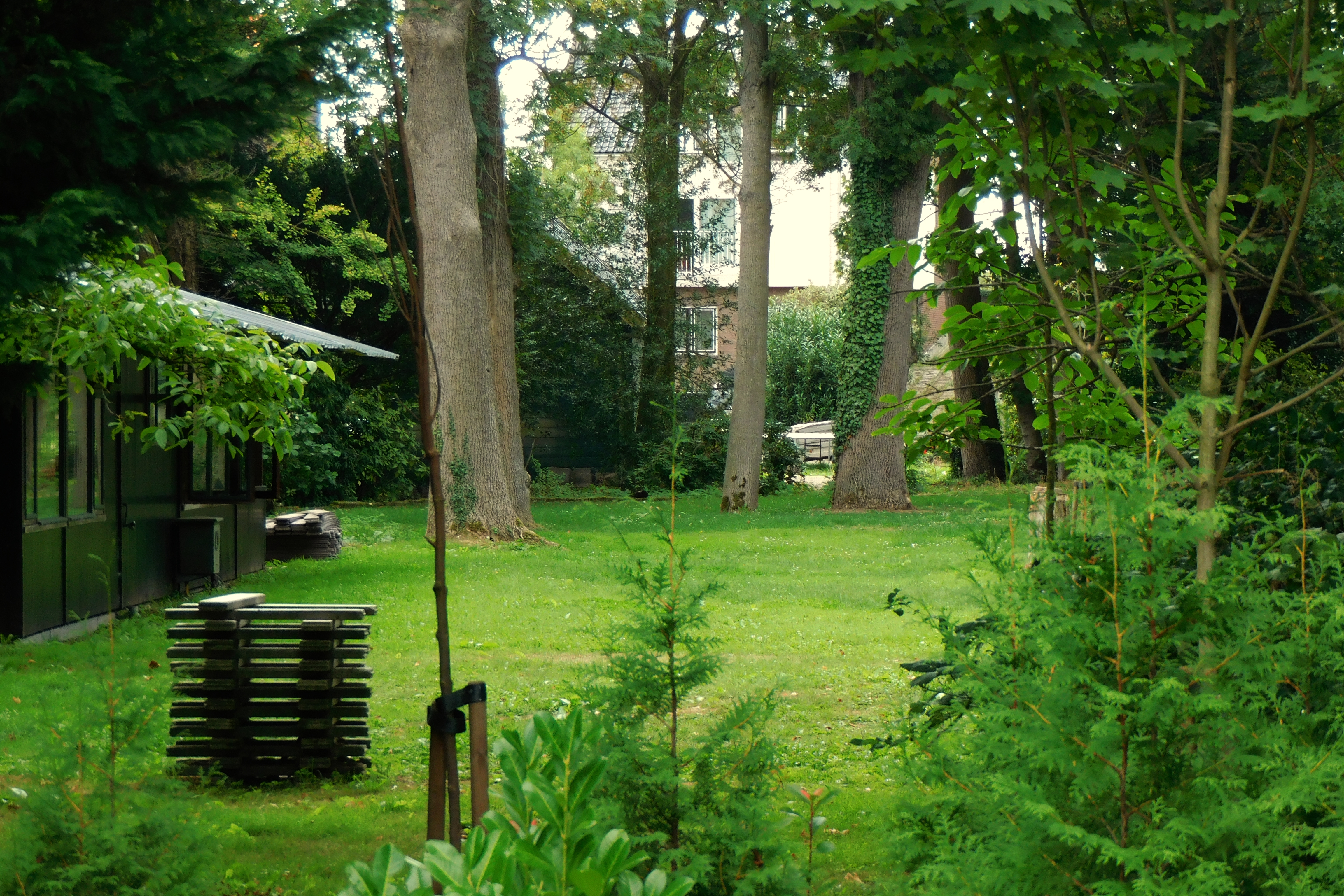
park, achterzijde
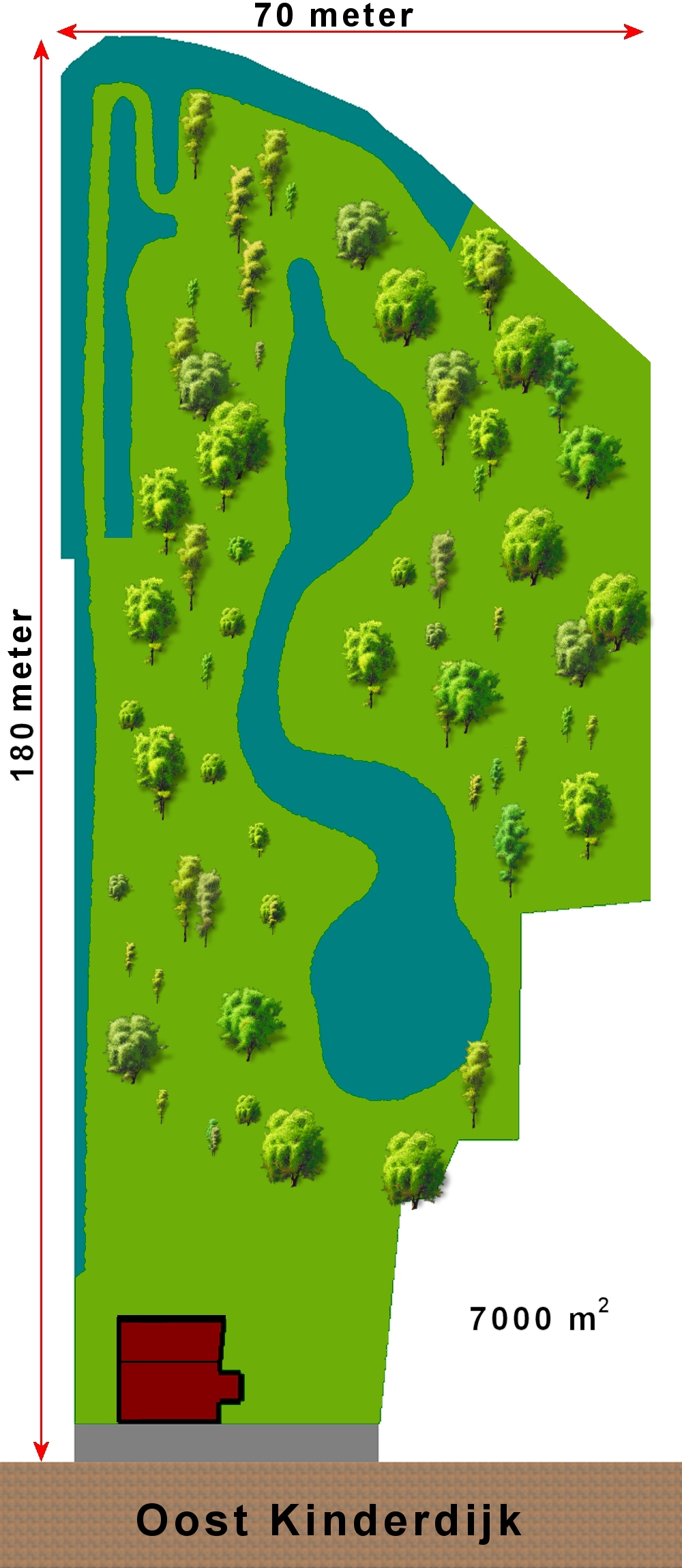
plattegrond

## Historie
Het landgoed en het huidige huis zijn in de eerste helft van de 18e eeuw ontstaan, op de plaats van het huis stonden tot 1840
twee woningen die zijn samengevoegd tot een voornaam herenhuis dat de naam Huis te Kinderdijk kreeg. In 1803 kocht Arij Bakker (Alblasserdam, 10 oktober 1779 - Alblasserdam, 17 januari 1804) van Johannes Rijkee het huis naast zijn woning, in 1814 verkoopt de weduwe van Bakker de dubbele woning voor 5500 gulden aan kunstverzamelaar Boen Papenhuyzen (1784 - Alblasserdam, 6 maart 1841).
Na het overlijden van Boen verkocht zijn zuster Judith Papenhuyzen het geheel zoals omschreven in de advertentie van de Rotterdamsche courant van 24-06-1841.
Het huis werd gekocht door Cornelis Smit die het al in hetzelfde jaar op 18 oktober 1841 doorverkocht aan een gefortuneerde koopvaardijkapitein Peter Landberg voor 2700 gulden, Landberg ging er wonen, het huisnummer was toen 177 .
In 1845 kocht Jan van Os ( - Alblasserdam, 26 oktober 1853) het huis en verkocht het op 7 november 1849 voor 3.500 gulden aan Murk Lels (Amsterdam 22 april 1823 - Den Haag, 11 januari 1891), directeur van de sleepdienstrederij L. Smit & Co.
Van 1849 tot 1890 werd het huis bewoond door Murk Lels en van 1890 tot 1901 woonde zoon Cornelis Jan Lels er.
Tot 1901 was het hoofdkantoor van de maatschappij er gevestigd dat in dat jaar verhuisde naar Rotterdam.
Van 1901 tot 1907 huurde burgemeester van Alblasserdam, jhr. Volkert Huibert de Villeneuve (Paramaribo, 21 augustus 1866 - Den Haag, 31 mei 1937)  zie Lijst van burgemeesters van Alblasserdam het huis.
Van 1907 tot 1914 huurde Pieter Lels (Alblasserdam, 4 oktober 1865 - Alblasserdam, 12 augustus 1929) het huis dat hij 1914 aankocht.
Hij liet het huis grondig restaureren en het huidige park aanleggen.
Na zijn overlijden bracht de familie in 1931 het huis onder in de Maatschappij tot Exploitatie van "Het Huis te Kinderdijk" N.V.  die het huis verhuurde. Vanaf die tijd werd het park onderhouden door de gemeente en tegen betaling opengesteld voor het publiek.
Vanaf oktober 1952 werd het huis gehuurd door Ary Martinus Lels (Alblasserdam, 23 april 1926), hij verwierf alle aandelen en liet het binnenpark weer afsluiten voor publiek. Tot 1974 woonde hij daar van 1952 - 1956 en van 1964 - 1974, de overige jaren werd het huis verhuurd.
In 1977 kocht huurder Herman Kanters het huis en liet het ingrijpend verbouwen.
Anno 2022 staat het huis met park te koop en is er veel achterstallig onderhoud, de gemeente Alblasserdam overweegt om bij de verkoop het park aan te kopen zodat dat bij het bestaande achterliggende openbare park kan worden getrokken.

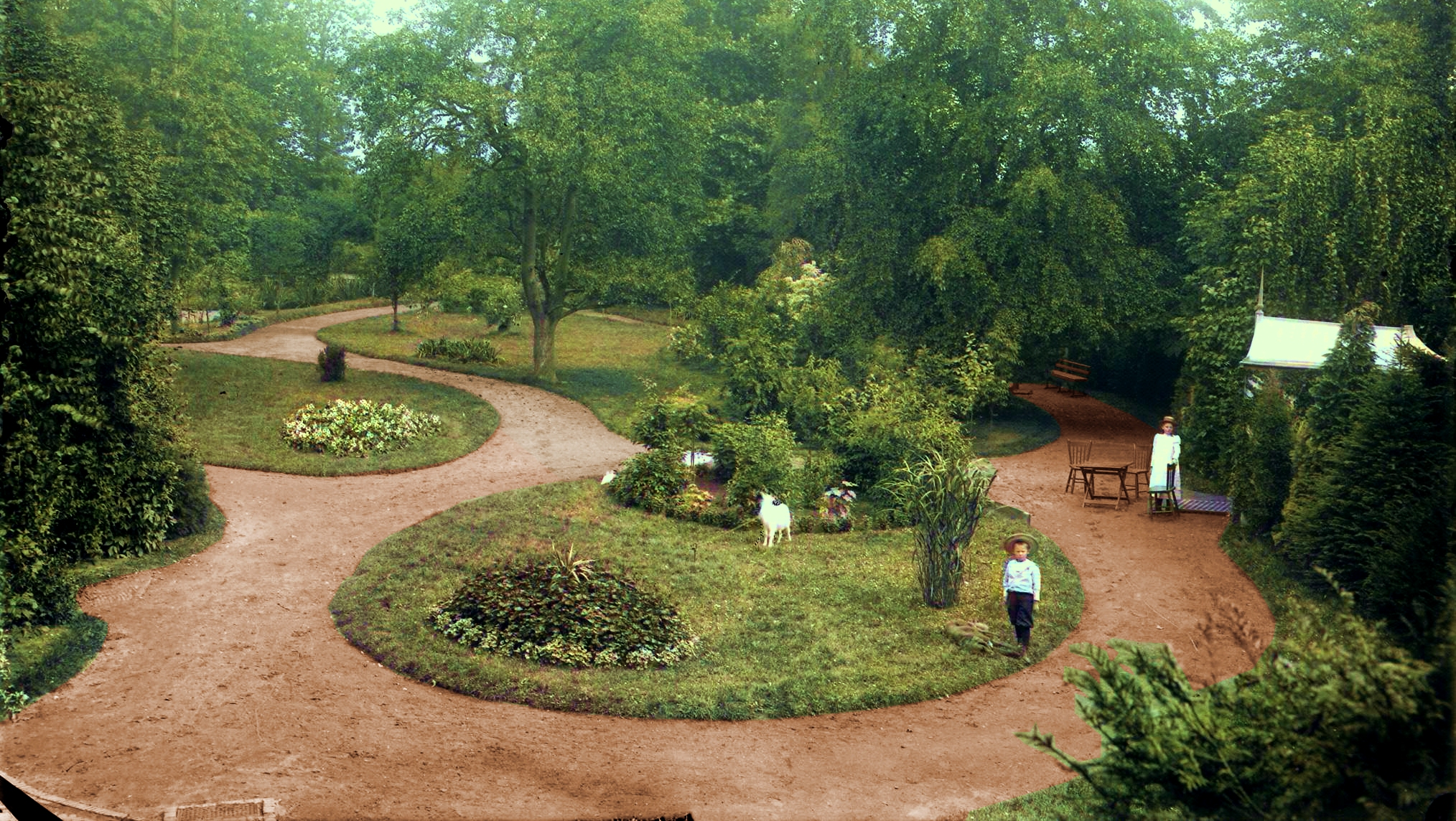
1905, Park, ontwerp Pieter Lels, kinderen: dochter Antoinette en zoon Murk
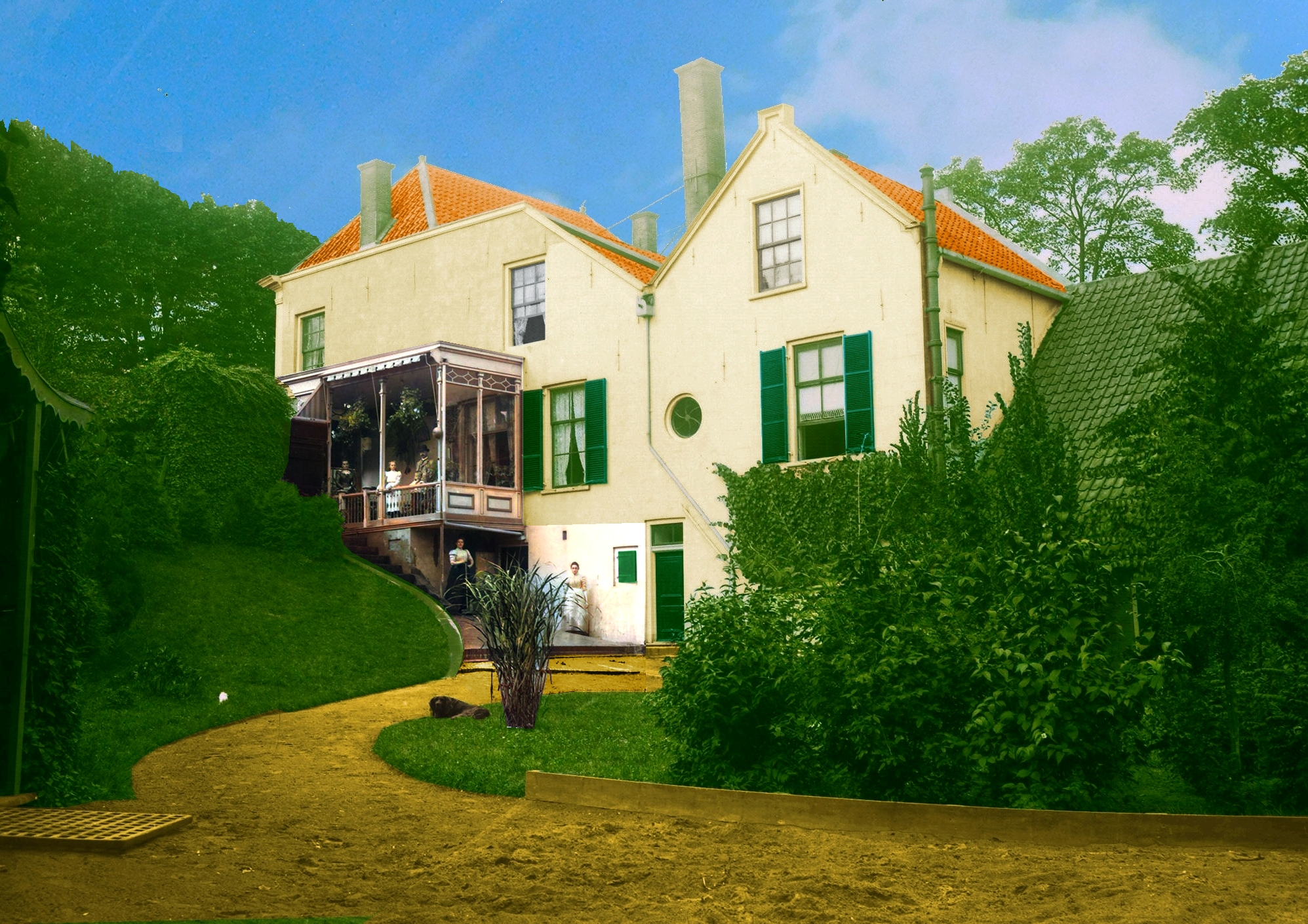
1905, Achterzijde, huis nog gepleisterd, Pieter met echtgenote, dochter Johanna en zoon Murk
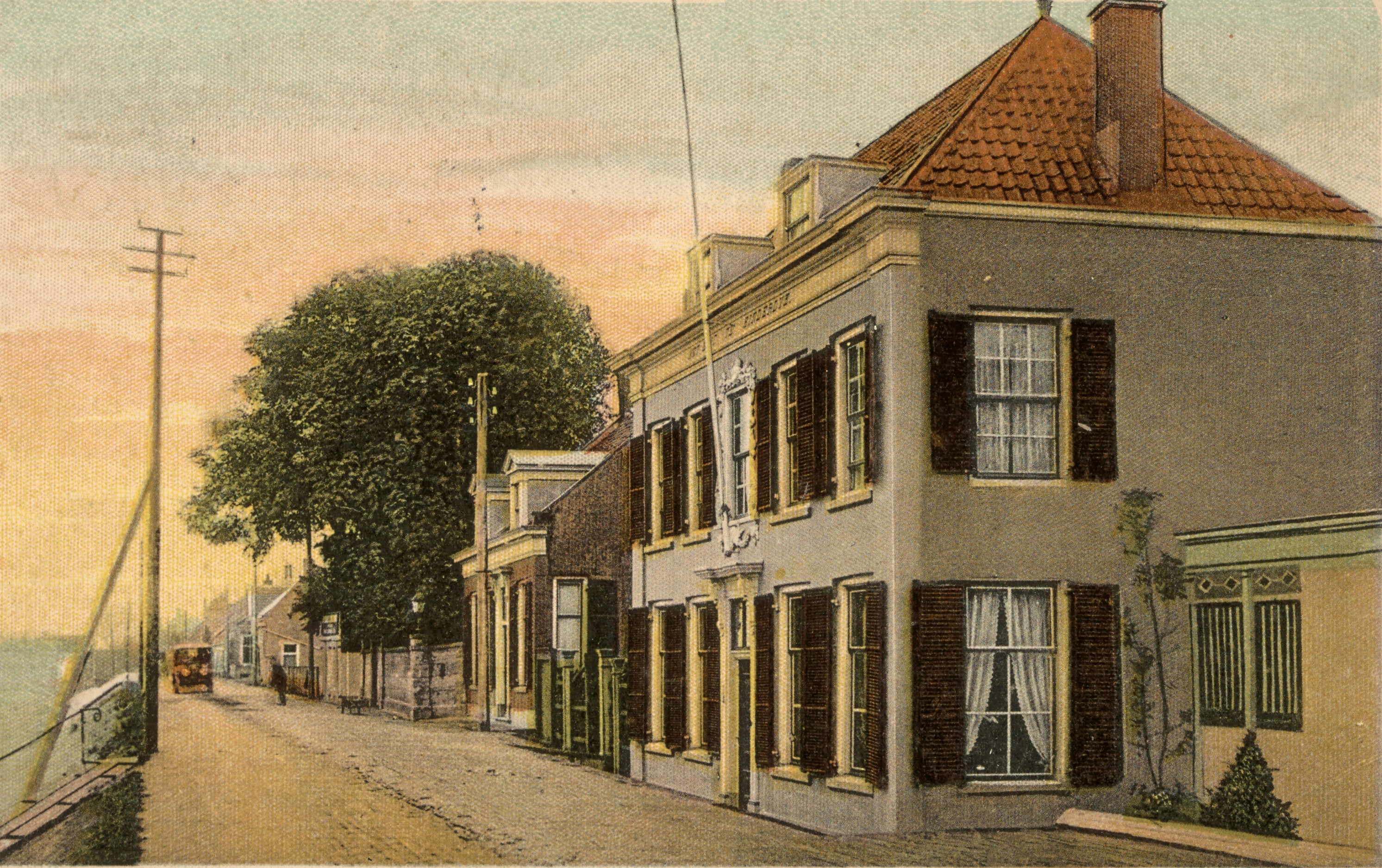
1925, Voorgevel, muren gepleisterd, lijstwerk alleen aan de voorgevel
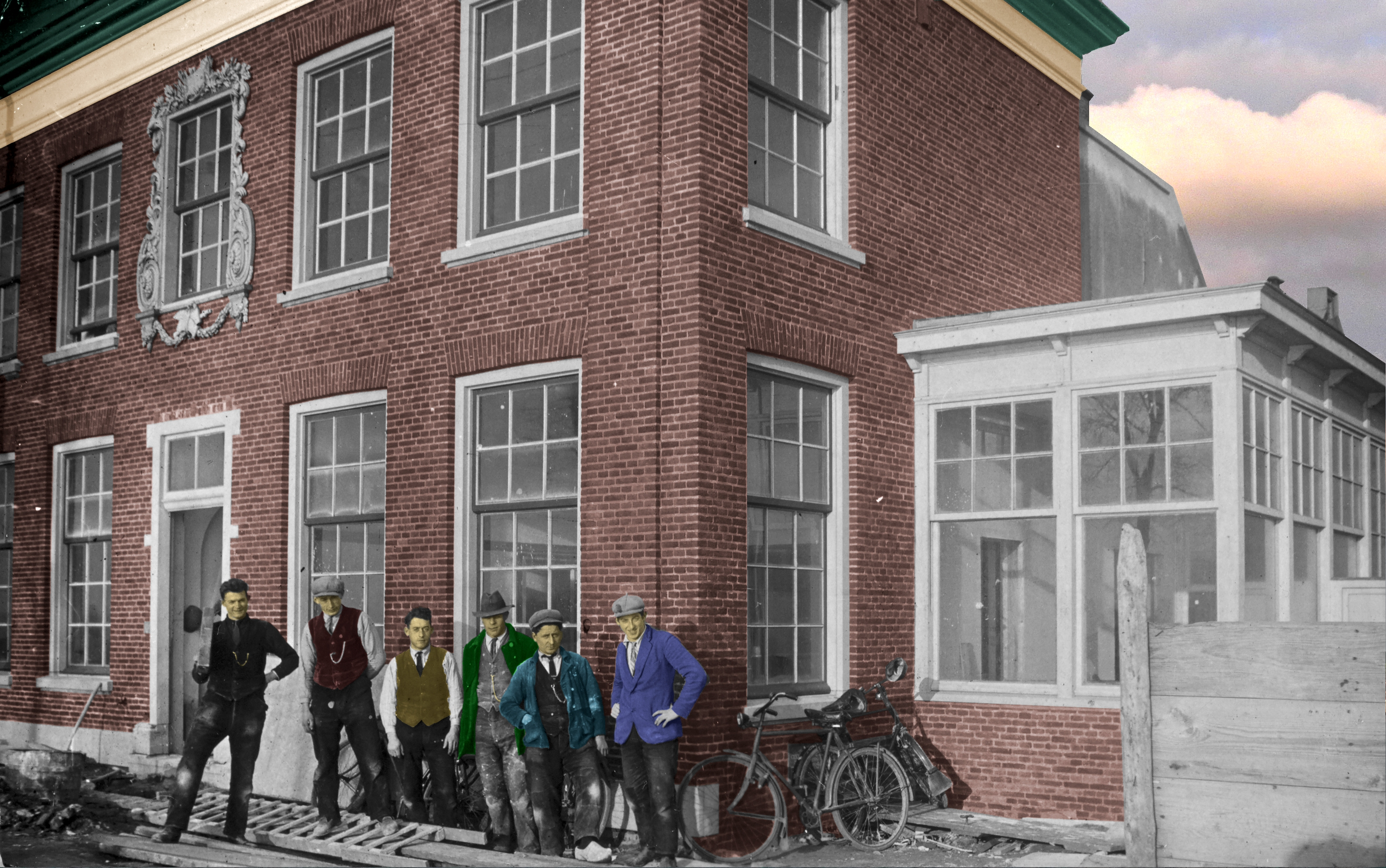
1929, na gevelrenovatie, hoofdwoning nr 177, muren geheel opnieuw gemetseld en lijstwerk langs dak alle gevels.

## Trivia
- In het begin van de 20e eeuw was de gewoonte dat elk schip van van L. Smit & Co die over de Noord langs het huis kwam een groet bracht met drie fluitsignalen. Als hij thuis was verscheen Pieter Lels voor het raam met zijn hoed in de hand groette hij dan terug.[3]
- Bij graafwerkzaamheden voor de bouw van een garage bij het Huis werd in 1916 een Baardmankruik gevonden met daarin gouden en zilveren munten, 13 gouden en 124 van zilver. Alle munten zijn uit de Spaanse tijd en geslagen onder de regering van Ferdinand en Isabella, Keizer Karel V en Filips II. Dit duidt erop dat waarschijnlijk bebouwing aanwezig was in de 16e of 17e eeuw.[4]